# Aéroport de Valence
Ne doit pas être confondu avec Aéroport de Valence-Chabeuil.
L'aéroport de Valence (code IATA : VLC • code OACI : LEVC) est un aéroport international situé à environ 8 km à l'ouest de Valence, en Espagne, sur les territoires des municipalités de Manises et Quart de Poblet. Il est géré par Aeropuertos Españoles y Navegación Aérea (Aena).
En 2014, l'aéroport a enregistré le passage de 4 597 095 passagers, ce qui en fait le 10e aéroport espagnol. Il est la base d'origine de la compagnie aérienne Air Nostrum et sert comme base pour Ryanair et Vueling.

## Situation
| \| 100 km1:11 216 000 \| Alicante Almería Andorre Badajoz Barcelone Bilbao Burgos León Castellón · de la Plana Ceuta Gérone Grenade Ibiza Jerez La Corogne Lleida Logroño Madrid Málaga Melilla Minorque Murcie Oviédo Palma de · Majorque Pampelune Reus Sabadell Saint-Jacques Saint-Sébastien Salamanque Santander Saragosse Séville Valence Valladolid Vigo Vitoria |
| 100 km1:11 216 000 |

Voir les Îles Canaries

## Trafic
| 2001              | 2002              | 2003               | 2004               | 2005               | 2006              | 2007               | 2008              | 2009               | 2010              | 2011              | 2012              | 2013              | 2014              |
| ----------------- | ----------------- | ------------------ | ------------------ | ------------------ | ----------------- | ------------------ | ----------------- | ------------------ | ----------------- | ----------------- | ----------------- | ----------------- | ----------------- |
| 2 301 191 · 1,7 % | 2 138 926 · 7,1 % | 2 432 126 · 13,7 % | 3 111 951 · 28,0 % | 4 639 314 · 49,1 % | 4 969 120 · 7,1 % | 5 933 424 · 19,4 % | 5 779 343 · 2,6 % | 4 748 997 · 17,8 % | 4 934 268 · 3,9 % | 4 979 511 · 0,9 % | 4 752 020 · 4,6 % | 4 599 990 · 3,2 % | 4 597 095 · 0,5 % |

## Compagnies aériennes et destinations
| Compagnies                    | Destinations |
| ----------------------------- | --- |
| Aegean Airlines               | En saison : Athènes E.-Venizélos |
| Air Algérie                   | En saison : Alger-Houari-Boumédiène |
| Air Arabia Maroc              | Tanger |
| airBaltic                     | En saison : Riga |
| Air Cairo                     | Hurghada, Le Caire, Louxor |
| Air Europa                    | Madrid-Barajas, Palma de Majorque |
| Air France                    | Paris-Charles de Gaulle |
| Air Serbia                    | Belgrade-Nikola-Tesla |
| Air Transat                   | En saison : Montréal (P.-E.-Trudeau) |
| Austrian Airlines             | En saison: Vienne-Schwechat |
| British Airways               | Londres-Heathrow |
| Brussels Airlines             | En saison : Bruxelles-National |
| Dan Air                       | Brasov |
| easyJet                       | Berlin-Brandebourg, Lisbonne-H. Delgado, Londres-Gatwick En saison : Bâle-Mulhouse, Genève-Cointrin |
| Eurowings                     | Düsseldorf En saison : Cologne/Bonn-K. Adenauer, Hambourg-H.-Schmidt, Stuttgart |
| FlyOne                        | En saison: Chișinău |
| Iberia                        | - Barcelone-El Prat, - Bilbao, - Ibiza, - Madrid-Barajas, - Malaga-Costa del Sol, - Minorque-Mahón, - Palma de Majorque, - Séville-San Pablo En saison : - Badajoz, - Fuerteventura, - Jerez de la Frontera, - Lanzarote-Arrecife, - Madère-C. Ronaldo, - Nice-Côte d'Azur, - Oviédo-Asturies, - Santander-S. Ballesteros, - Ténériffe-Nord, - Vigo-Peinador |
| KLM                           | Amsterdam |
| Lufthansa                     | Francfort, Munich-F. J. Strauß |
| Luxair                        | En saison : Luxembourg-Findel |
| Royal Air Maroc Express       | Casablanca-Mohammed-V |
| Ryanair                       | - Agadir-Al Massira, - Bari-Karol Wojtyła, - Belfast, - Bergame-Orio al Serio, - Berlin-Brandebourg, - Bologne-Borgo Panigale, - Bristol, - Bruxelles-National, - Budapest-Ferenc Liszt, - Cagliari, - Charleroi Bruxelles-Sud, - Cologne/Bonn-K. Adenauer, - Cork, - Cracovie-Jean-Paul II, - Dublin, - Édimbourg, - Eindhoven, - Faro, - Fès-Saïss, - Fuerteventura, - Ibiza, - Karlsruhe/Baden-Baden, - Lanzarote-Arrecife, - Las Palmas/Gran Canaria, - Lisbonne-H. Delgado, - Londres-Stansted, - Malaga-Costa del Sol, - Manchester, - Marrakech-Ménara, - Marseille-Provence, - Memmingen, - Milan-Malpensa, - Nantes-Atlantique, - Naples-Capodichino, - Nuremberg-A. Dürer, - Palerme Falcone-Borsellino, - Palma de Majorque, - Pise-Galileo Galilei, - Porto-F. Sá-Carneiro, - Rome Léonard-de-Vinci/Fiumicino , - Saint-Jacques-de-Compostelle, - Santander-S. Ballesteros, - Séville-San Pablo, - Stockholm-Arlanda, - Tanger, - Ténériffe-Nord, - Ténériffe-Sud Reine Sofia, - Toulouse-Blagnac, - Trévise-Sant'Angelo, - Trieste/Frioul, - Turin S.-Pertini (Caselle), - Vienne-Schwechat En saison : - Billund, - East Midlands, - Francfort-Hahn, - Hambourg-H.-Schmidt, - Malte, - Minorque-Mahón |
| Scandinavian Airlines         | En saison : Oslo-Gardermoen |
| SmartWings                    | Prague-Václav-Havel |
| Swiss International Air Lines | Genève-Cointrin, Zurich |
| TAP Air Portugal              | Lisbonne-H. Delgado |
| Transavia                     | Amsterdam, Eindhoven, Rotterdam-La Haye |
| Transavia France              | Paris-Orly En saison: Lyon-Saint-Exupéry |
| TUI fly Belgium               | En saison : Bruxelles-National |
| Turkish Airlines              | Istanbul |
| Volotea                       | Bilbao, La Corogne, Lyon-Saint-Exupéry, Oviédo-Asturies, Saint-Sébastien En saison: Olbia-Costa Smeralda |
| Vueling                       | - Alger-Houari-Boumédiène, - Amsterdam, - Barcelone-El Prat, - Bilbao, - Bruxelles-National, - Fuerteventura, - Lanzarote-Arrecife, - Las Palmas/Gran Canaria, - Lisbonne-H. Delgado, - Londres-Gatwick, - Palma de Majorque, - Paris-Orly, - Rome Léonard-de-Vinci/Fiumicino, - Saint-Jacques-de-Compostelle, - Séville-San Pablo, - Ténériffe-Nord En saison : Ibiza, Minorque-Mahón |
| Wizz Air                      | - Bucarest-H. Coandă, - Cluj-Napoca, - Rome Léonard-de-Vinci/Fiumicino, - Sofia-Vrajdebna, - Timişoara-T. Vuia, - Varsovie-Chopin |

Édité le 14/12/2021  Actualisé le 23/04/2023

## Accès

### Transports en commun
Les lignes 3 et 5 du métro de Valence offrent une liaison directe et rapide entre l'aéroport et le centre-ville de Valence.